# Liste der Monuments historiques in Rambluzin-et-Benoite-Vaux
Die Liste der Monuments historiques in Rambluzin-et-Benoite-Vaux führt die Monuments historiques in der französischen Gemeinde Rambluzin-et-Benoite-Vaux auf.

## Liste der Immobilien
| Bezeichnung                                | Beschreibung | Standort                                    | Kennzeichnung | Schutzstatus | Datum | Bild           |
| ------------------------------------------ | --- | ------------------------------------------- | ------------- | ------------ | ----- | -------------- |
| Wallfahrtskirche Annonciation-de-la-Vierge | ab dem 16. Jahrhundert | 9 Benoite-Vaux (Lage)                       | PA00106603    | Classé       | 1983  | weitere Bilder |
| Kreuzweg                                   | von 1890 bis 1895 angelegt, Entwurf Henri Michel Antoine Chapu († 1891), fertiggestellt von Désiré Fosse; 14 Kalksteinmonolithen von 3,20 m Höhe | Benoite-Vaux, am Südrand des Weilers (Lage) | PA55000016    | Inscrit      | 1998  |                |

## Liste der Objekte
| Bezeichnung                                             | Beschreibung | Standort                                                     | Kennzeichnung | Schutzstatus | Datum | Bild |
| ------------------------------------------------------- | --- | ------------------------------------------------------------ | ------------- | ------------ | ----- | ---- |
| Lettner                                                 | mit zwei Altären, fünf Skulpturen und einer Gittertür; Stein, farbig gefasst, Schmiedeeisen, um 1700; zwei Skulpturen César Bagard zugeschrieben; einziger erhaltener Lettner im Département Meuse | Benoite-Vaux, in der Kirche Annonciation-de-la-Vierge (Lage) | PM55000477    | Classé       | 1983  |      |
| Tablett mit zwei Kännchen                               | Silber, vergoldet, um 1820 von Jean Salmon | Benoite-Vaux, in der Kirche Annonciation-de-la-Vierge (Lage) | PM55001253    | Classé       | 1998  |      |
| Josephsaltar                                            | linker Seitenaltar; Retabel und Skulptur Heiliger Joseph; Stein, farbig gefasst; Skulptur 1705 von César Bagard gefertigt, Altar Anfang des 19. Jahrhunderts verändert                             | Benoite-Vaux, in der Kirche Annonciation-de-la-Vierge (Lage) | PM55000479    | Classé       | 1983  |      |
| Hauptaltar                                              | Altartisch, Retabel und Skulptur Madonna mit Kind; Stein und Holz, farbig gefasst und vergoldet, Kupfer, vergoldet, Onyx, ab dem 17. Jahrhundert                                                   | Benoite-Vaux, in der Kirche Annonciation-de-la-Vierge (Lage) | PM55000473    | Classé       | 1983  |      |
| Epitaph für Antoine de l’Escale und Marguerite de Condé | Marmor, zwischen 1696 und 1705 | Benoite-Vaux, in der Kirche Annonciation-de-la-Vierge (Lage) | PM55000480    | Classé       | 1983  |      |
| Votivbild Vor der Madonna mit Kind betender Stifter     | Ölfarbe auf Leinwand, bezeichnet 1724 | Benoite-Vaux, in der Kirche Annonciation-de-la-Vierge (Lage) | PM55001369    | Classé       | 2002  |      |
| Skulptur Madonna mit Kind                               | Stein, farbig gefasst, 16. Jahrhundert | Benoite-Vaux, in der Kirche Annonciation-de-la-Vierge (Lage) | PM55002217    | Inscrit      | 2000  |      |
| Kommuniontisch                                          | Stein, 19. Jahrhundert | Benoite-Vaux, in der Kirche Annonciation-de-la-Vierge (Lage) | PM55000475    | Classé       | 1983  |      |
| Nikolausaltar                                           | rechter Seitenaltar; Retabel und Skulptur Heiliger Nikolaus; Stein, farbig gefasst; Skulptur 1705 von César Bagard gefertigt, Altar Anfang des 19. Jahrhunderts verändert                          | Benoite-Vaux, in der Kirche Annonciation-de-la-Vierge (Lage) | PM55000478    | Classé       | 1983  |      |
| Vier Heiligenskulpturen in Nischen                      | Stein, farbig gefasst, 1705 von César Bagard | Benoite-Vaux, in der Kirche Annonciation-de-la-Vierge (Lage) | PM55000474    | Classé       | 1983  |      |
| Kelch                                                   | Silber, vergoldet, bezeichnet 1788 | Benoite-Vaux, in der Kirche Annonciation-de-la-Vierge (Lage) | PM55000472    | Classé       | 1988  |      |
| Chorgestühl                                             | Eichenholz, um 1705 | Benoite-Vaux, in der Kirche Annonciation-de-la-Vierge (Lage) | PM55000476    | Classé       | 1983  |      |
| Altarkreuz                                              | Holz, vergoldet, 1581 | Benoite-Vaux, in der Kirche Annonciation-de-la-Vierge (Lage) | PM55001161    | Classé       | 1997  |      |
| Votivbild Zwei vor der Madonna mit Kind betende Stifter | Ölfarbe auf Leinwand, bezeichnet 1664 | Benoite-Vaux, in der Kirche Annonciation-de-la-Vierge (Lage) | PM55001370    | Classé       | 2002  |      |